# Onchnesoma
Onchnesoma es un género de Sipuncula, uno de los dos géneros que constituyen la familia Phacololionidae, descrito por Koren y Danielssen en 1873 estableciendo como especie tipo a Onchnesoma steenstrupii

## Descripción
Las especies del género suelen se de tamaño pequeño (con un tronco de menos de 1 cm de longitud). El introverso es mucho más largo que el tronco. La pared del cuerpo presenta capas musculares continuas. El disco oral puede presentar tentáculos (por lo general menos de 10 y de unos 8 mm de longitud) dispuestos alrededor de la boca, pero dichos tentáculos puede reducirse en tamaño o estar ausente por completo. El sistema del músculo retractor del introverso esta altamente modificado en forma fusionada para formar un solo músculo retractor. El ano se localiza en la mitad distal del introverso. La vesícula contráctil raramente se observa y si se halla presente es sin vellosidades. Poseen un solo nefridio.

## Especies
- Onchnesoma intermedium Murina, 1976[8][3][5]
- Onchnesoma magnibathum Cutler, 1969[9][3][5][10]
- Onchnesoma squamatum oligopapillosum (Cutler, Cutler y  Nishikawa, 1984)[11][3][5]
- Onchnesoma squamatum squamatum (Koren y Danielssen, 1875)[12][3][5]
- Onchnesoma steenstrupii nudum Cutler y Cutler, 1985[3][5]
- Onchnesoma steenstrupii steenstrupii Koren y Danielssen, 1875[12][3][5]